# Joshua Jackson
Joshua Carter Jackson (* 11. června 1978) je kanadsko–americký herec. Je znám svou rolí Pacey Wittera v televizním seriálu Dawsonův svět a rolí Charlie Conwaye v The Mighty Ducks. Chodil s německou herečkou Dianou Krugerovou. V roce 2019 se oženil s britskou herečkou a modelkou Jodie Turner-Smith. V následujícím roce se jim narodila dcera Janie.

## Filmografie
- 2015 Sky ..."detektiv Ruther"
- 2012 Inescapable ..."Paul"
- 2012 Sázka na favorita ..."Jeremy"
- 2008 Clona ..."Benjamin Shaw"
- 2008 Poslední týden ..."Ben Tyler"
- 2007 Vzpoura v Seattlu ..."Randall"
- 2006 Atentát v Ambassadoru ..."Wade Buckley"
- 2005 Americano ..."Chris McKinley"
- 2005 Prokletí ..."Jake"
- 2005 Severní polární záře ..."Duncan Shorter"
- 2005 Ve stínu slunce ..."Jeremy Taylor"
- 2003 Líbí se mi, co děláš ..."John"
- 2002 Kovbojové a blázni ..."Earl Crest"
- 2002 The Laramie Project ..."Matt Galloway"
- 2001 Ocean's Elevan ..."Joshua Jackson"
- 2001 The Payback All-star Revue () ..."Metthew Stoddard"
- 2001 Lone Star State of Mind () ..."Earl Crest"
- 2001 The Safety of Object () ...""
- 2000 Gosship (Fáma) ..."Beau Edson"
- 2000 The Skulls (Lebky) ..."Lucas McNamara"
- 1999 Cruel Intentions (Velmi nebezpečné známosti) ..."Blaine Tuttle"
- 1999 Muppets From Space (Muppets z vesmíru) ...nebyl v titulcích
- 1998 Seventeen: The Faces for Fall – pro TV ...průvodce
- 1998 Wind River () ..."Sylvester"
- 1998 Urban Legend (Temná legenda) ..."Damon Brooks"
- 1998 Apt Pupil (Nadaný žák) ..."Joey"
- 1998 Dawsons creek (Dawsonův svět) ..."Pacey Witter"
- 1997 Scream 2 (Vřískot 2)
- 1997 On The Edge of Innocence
- 1996 Ronnie and Julie (Ronnie a Julie) ..."Ronnie Monroe"
- 1996 Robin of Locksley (Robin z Locksley) ..."John Prince"
- 1996 D3: Mighty Ducks (Šampioni 3) ..."Charlie Conway"
- 1995 Magic in the Water (Tajemství pod hladinou) ..."Joshua Black"
- 1994 D2: The Mighty Ducks (Šampioni 2) ..."Charlie Conway"
- 1994 Andre (Andre) ..."Merk Baker"
- 1993 Digger () ..."Billy"
- 1992 The Mighty Ducks (Šampioni) ..."Charlie Conway"
- 1991 Crooked Hearts (Falešná srdce) ..."Tom